# Décès en 999
Décès
- 995
- 996
- 997
- 998
- 999
- 1000
- 1001
- 1002
- 1003

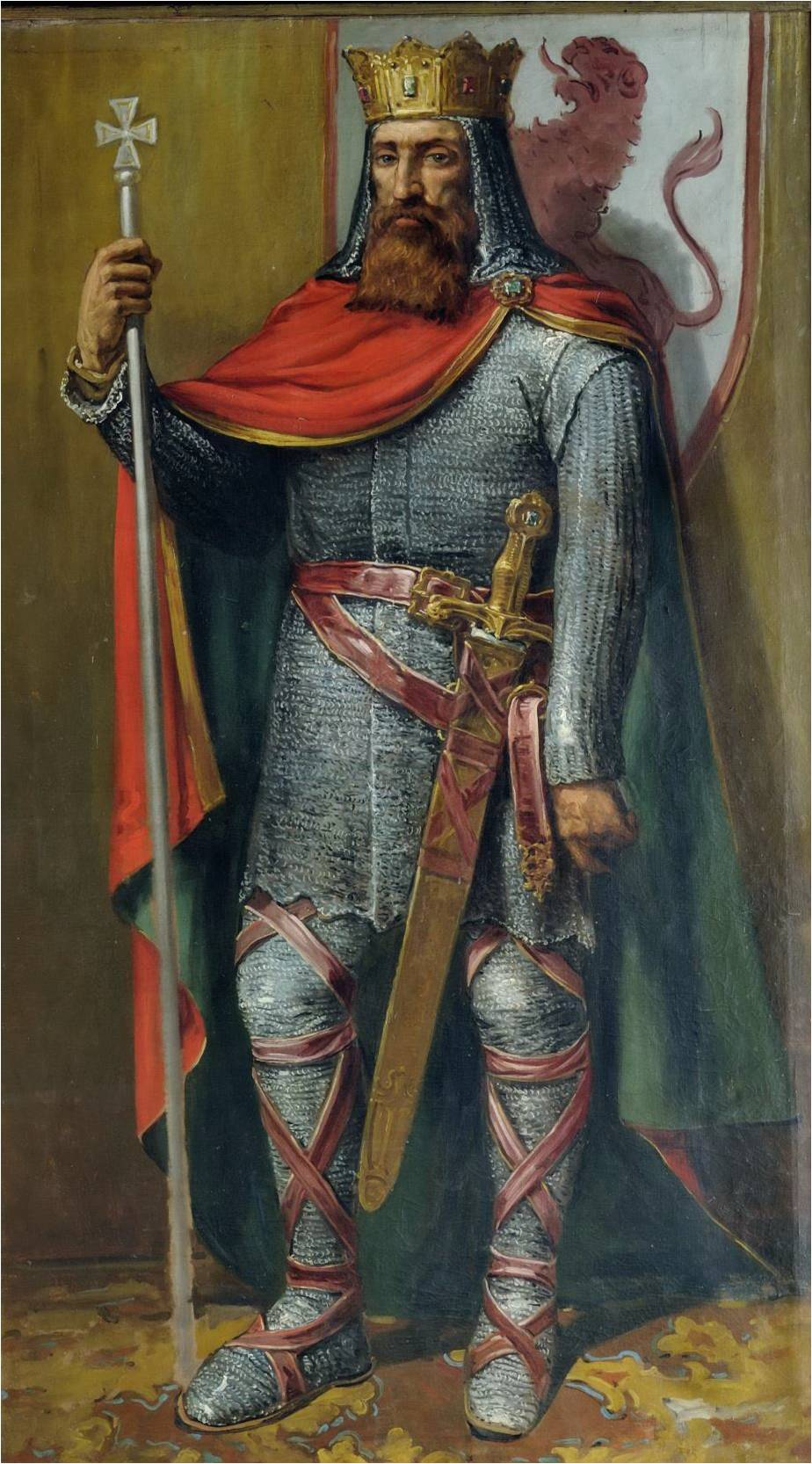
Bermude II de León, mort en 999.

Cette page dresse une liste de personnalités mortes au cours de l'année 999 :
- 7 janvier[1] : Fujiwara no Sanekata, poète et courtisan japonais du milieu de l'époque Heian qui appartient au Fujiwara Hokke, une des quatre principales branches du clan Fujiwara.
- 23 février : Grégoire V, pape.
- 16 mars : Grégoire de Nicopolis, évêque arménien qui a vécu sept ans comme ermite à Bondaroy.
- septembre : 
  - Bermude II de León, roi du León, des Asturies et de Galice.
  - Jean II de Salerne, prince de Salerne.

- Boleslav II de Bohême, duc de Bohême de la dynastie des Přemyslides.
- Adélaïde de Bourgogne, ou Adélaïde du saint Empire, reine de Germanie puis impératrice du Saint-Empire.
- Maredudd ab Owain, roi de Gwynedd et de Deheubarth.
- Subh, ou Aurora, esclave d'origine vasconne, favorite du calife omeyyade Al-Hakam II.

## Crédit d'auteurs
- Cet article est partiellement ou en totalité issu de l'article intitulé « 999 » (voir la liste des auteurs).